# 820

## Догађаји
- Википедија:Непознат датум — Владавина династије Абасида у Багдаду.

- Абасидски калиф Ел-Мамун именовао је Ису ибн Јазида Ел-Џулудија за абасидског гувернера Јемена на неколико месеци. Након тога именовао је Хисна ибн Ел-Минхала, па  Ибрахима Ел-Ифрикија који је на том месту остао јдо 821. године.
- Српски кнез Просигој је наследио свога оца кнеза Радослава на челу Кнежевине Србије.
- Калиф Ел-Мамун именовао је Абу Насра ибн Ел-Сарија за абасидског гувернера Египта.
- 25. децембар – Цар Лав V Јерменин је убијен од стране завереника у Светој Софији у Цариграду. Иако ненаоружан, он се жестоко борио, али је умро од задобијених рана. Наслеђује га Михаило II, командант дворске страже. Лавова породица (укључујући његову мајку и супругу Теодосију) је протерана у манастире на Принчевским острвима, Ирска.
- март – Устанак посавских Словена против Франака под вођством кнеза Људевита Посавског, који је брутално угушио Луј Побожни.
- Феделмид мак Кримтаин преузима краљевство као владар Минстера (данашња Ирска).
- Цар Сијан Зонг умире од тровања (услед лекова), након 14-годишње владавине. Наслеђује га син Му Зонг, као владар династије Танг.

## Смрти
- Википедија:Непознат датум — Преподобни Јован - хришћански светитељ, ученик светог Григорија Декаполита.